# Colours (Blue)
Colours è il quinto album in studio del gruppo musicale pop britannico Blue, pubblicato nel marzo 2015. Il disco contiene sei brani originali e quattro cover.

## Tracce
1. King of the World – 3:25 (Simon Webbe, Paul Barry, James Jeffery, Patrick Mascall)
2. You're the Only One – 3:44 (George Nash Jr., Demonté Posey, Eric Benét Jordan)
3. Home – 3:48 (Duncan James, Paul Meehan, Anita Blay)
4. If You Don't Know Me By Now – 3:23 (Kenny Gamble, Leon Huff)
5. Nothing like You – 3:10 (Simon Webbe, Antony Costa, Lisa Greene, Noel Wayne, Sean McDonagh)
6. Flashback – 4:04 (Simon Webbe, Patrick Mascall, Paul Barry)
7. I Don't Want to Talk About It – 4:04 (Danny Whitten)
8. Special – 3:03 (Simon Webbe, Alex Smith, Mark Taylor)
9. Hang on in There Baby – 3:11 (Johnny Bristol)
10. Endless Love – 3:55 (Simon Webbe, Lee Ryan, Paul Meehan)

## Classifiche
| Classifica (2015) | Posizione massima |
| ----------------- | ----------------- |
| Regno Unito       | 13                |